# Свакоп
Свакоп (нама Tsoaxaub) — річка в Намібії.

## Географія
Річка Свакоп спільно зі своєю притокою Хан є найбільшою з 12 сезонно пересихаючих річок західної Намібії. Довжина річки (з притоками) становить 460 км, площа її басейну — 30 100 км². Витоки Свакопа розташовані в горах Ерос на висоті 1560 м. Річка впадає в Атлантичний океан трохи північніше міста Свакопмунд. В басейні річки Свакоп, крім цього, перебувають столиця Намібії Віндгук і міста Усакос, Карібіб, Очимбангве і Окаханджа. У верхній частині Свакопа побудовано 2 великих греблі — дамба Фон-Бах і Свакоппорт-дамм, які утворюють великі штучні озера (наприклад, Оматако), і забезпечують прісною водою центральну Намібію і столицю країни. Таким чином, річка Свакоп відіграє найважливішу роль у забезпеченні Намібії водними ресурсами.

## Природні умови

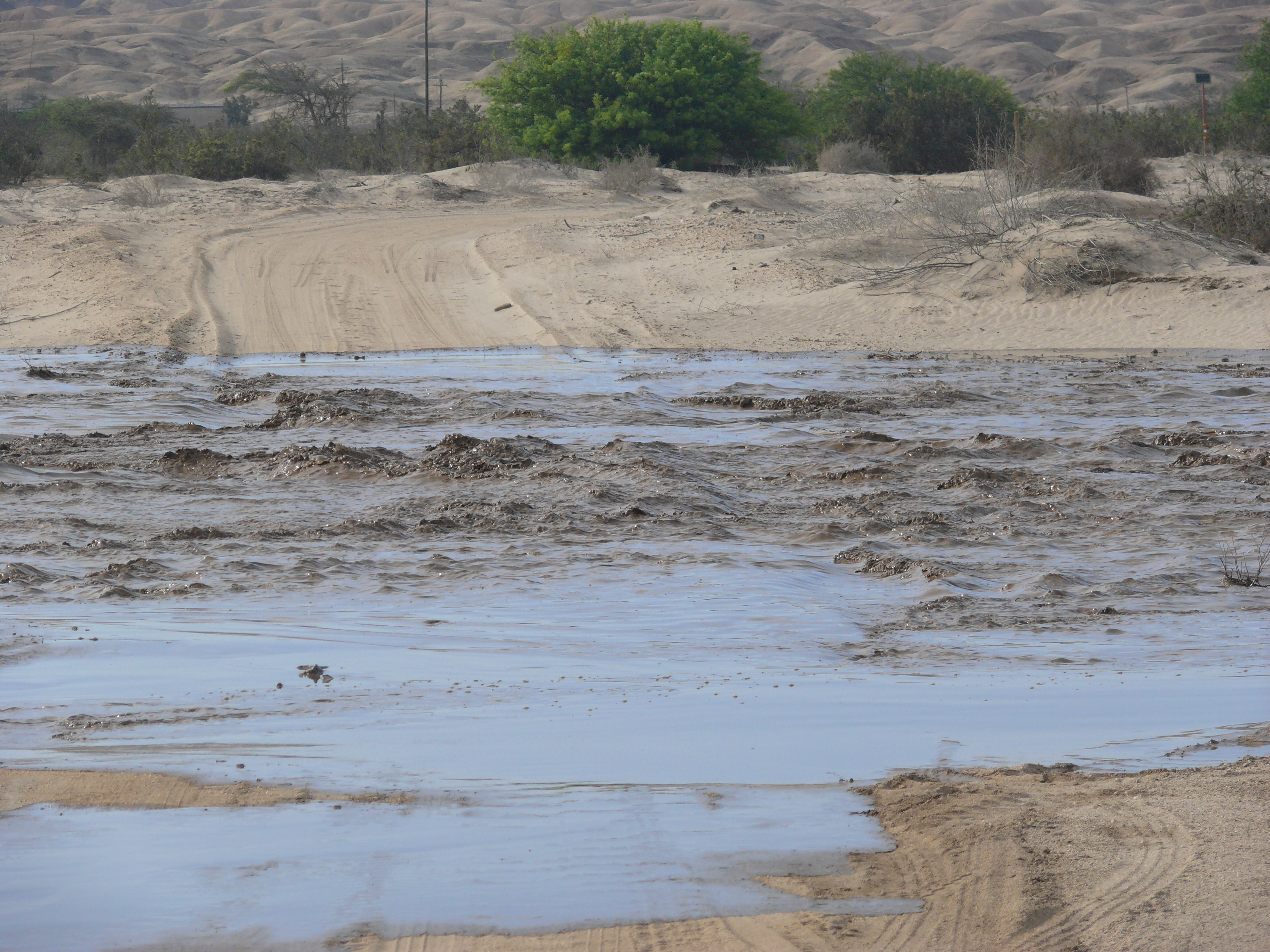
Повінь в нижній течії Свакопа (15 лютого 2008)

29 % площі басейну річки Свакоп припадає на гірську савану, 28 % — на рівнинну, чагарникову савану, 34 % — на напівпустелю і 9 % — на пустелю Наміб. У нижній течії Свакопа в період дощів нерідкі повені, що призводять до ерозії ґрунту. Тут же, в нижній течії річки, ще зустрічаються антилопи й великі хижі птахи. Такі звичайні для цих місць тварини, як слони, носороги, леви й гепарди винищені людиною.